# Julio Jones
Quintorris Lopez "Julio" Jones (8 de fevereiro de 1989, Foley, Alabama) é um jogador aposentado de futebol americano que atuava na posição de wide receiver na National Football League. Draftado na sexta escolha da primeira rodada do Draft de 2011 pelo Atlanta Falcons, após se destacar pelo Alabama Crimson Tide football, foi um dos principais líderes da equipe, inclusive indo a sete Pro Bowl e sendo nomeado All-Pro duas vezes. Em 2021 ele assinou com o Tennessee Titans. Em 2022, foi cortado pelo Tennessee Titans após um ano atuando pela franquia. Chegou a jogar uma temporada pelo Tampa Bay Buccaneers logo em seguida. Em 2023, ele assinou com o Philadelphia Eagles. Considerado um dos jogadores mais versáteis da NFL em sua posição, ele se aposentou em formalmente em 2025 (após não ter jogado no ano anterior). Ao longo de doze temporadas, acumulou vários recordes e chegou a disputar um Super Bowl (o LI), mas acabou não ganhando o anel de campeão.

## Estatísticas na NFL
| Legenda | Legenda                 |
| ------- | ----------------------- |
|         | Liderou a liga          |
| Negrito | Melhor marca (carreira) |

### Temporada regular
| Ano      | Time     | Jogos | Jogos | Recebendo | Recebendo | Recebendo | Recebendo       | Recebendo | Recebendo | Correndo | Correndo | Correndo | Correndo | Correndo | Fumbles | Fumbles  |
| Ano      | Time     | JD    | JT    | Rec       | Jardas    | Média     | Jardas por jogo | Lng       | TD        | Ten      | Jardas   | Média    | Lng      | TD       | Fum     | Perdidos |
| -------- | -------- | ----- | ----- | --------- | --------- | --------- | --------------- | --------- | --------- | -------- | -------- | -------- | -------- | -------- | ------- | -------- |
| 2011     | ATL      | 13    | 13    | 54        | 959       | 17,8      | 73,8            | 80        | 8         | 6        | 56       | 9,3      | 19       | 0        | 1       | 1        |
| 2012     | ATL      | 16    | 15    | 79        | 1 198     | 15,2      | 74,9            | 80        | 10        | 6        | 30       | 5,0      | 19       | 0        | 0       | 0        |
| 2013     | ATL      | 5     | 5     | 41        | 580       | 14,1      | 116,0           | 81        | 2         | 1        | 7        | 7,0      | 7        | 0        | 2       | 1        |
| 2014     | ATL      | 15    | 15    | 104       | 1 593     | 15,3      | 106,2           | 79        | 6         | 1        | 1        | 1,0      | 1        | 0        | 2       | 1        |
| 2015     | ATL      | 16    | 16    | 136       | 1 871     | 13,8      | 116,9           | 70        | 8         | —        | —        | —        | —        | —        | 3       | 1        |
| 2016     | ATL      | 14    | 14    | 83        | 1 409     | 17,0      | 100,6           | 75        | 6         | —        | —        | —        | —        | —        | 0       | 0        |
| 2017     | ATL      | 16    | 16    | 88        | 1 444     | 16,4      | 90,3            | 53        | 3         | 1        | 15       | 15,0     | 15       | 0        | 0       | 0        |
| 2018     | ATL      | 16    | 16    | 113       | 1 677     | 14,8      | 104,8           | 58        | 8         | 2        | 12       | 6,0      | 11       | 0        | 2       | 2        |
| 2019     | ATL      | 15    | 15    | 99        | 1 394     | 14,1      | 92,9            | 54        | 6         | 2        | 0        | 0,0      | 1        | 0        | 1       | 0        |
| 2020     | ATL      | 9     | 9     | 51        | 771       | 15,1      | 85,7            | 44        | 3         | —        | —        | —        | —        | —        | 0       | 0        |
| 2021     | TEN      | 10    | 10    | 31        | 434       | 14,0      | 43,4            | 51        | 1         | —        | —        | —        | —        | —        | 0       | 0        |
| 2022     | TB       | 10    | 5     | 24        | 299       | 12,5      | 29,9            | 48        | 2         | 5        | 45       | 9,0      | 15       | 0        | 0       | 0        |
| 2023     | PHI      | 11    | 4     | 11        | 74        | 6,7       | 6,7             | 22        | 3         | —        | —        | —        | —        | —        | 0       | 0        |
| Carreira | Carreira | 166   | 153   | 914       | 13 703    | 15,0      | 82,5            | 81        | 66        | 24       | 163      | 6,8      | 19       | 0        | 11      | 6        |